# Отинійська селищна територіальна громада
Отинійська селищна громада — територіальна громада в Україні, в Коломийському районі Івано-Франківської області. Адміністративний центр — селище Отинія.
Площа громади — 214,0 км², населення — 20 237 осіб (2020).

## Населені пункти
У складі громади 1 селище (Отинія) і 18 сіл:
- Баб'янка
- Боднарів
- Виноград
- Ворона
- Глибока
- Голосків
- Грабич
- Закрівці
- Лісний Хлібичин
- Молодилів
- Нижня Велесниця
- Сідлище
- Скопівка
- Станіславівка
- Струпків
- Торговиця
- Угорники
- Хоросна